# Philippe Simonnot
Pour les articles homonymes, voir Simonnot.
 (janvier 2020).
Si vous disposez d'ouvrages ou d'articles de référence ou si vous connaissez des sites web de qualité traitant du thème abordé ici, merci de compléter l'article en donnant les références utiles à sa vérifiabilité et en les liant à la section « Notes et références ».
Philippe Simonnot, né à Boulogne-Billancourt le 10 juillet 1941 et mort le 17 novembre 2022 à Paris, est un économiste et journaliste français.
Docteur ès sciences économiques (1969),, il est l'auteur de nombreux ouvrages d'économie. Il publie épisodiquement des chroniques économiques dans la presse, notamment dans Le Monde et Le Figaro. 
En mars-avril 2007[pas clair], il lance sur Internet un « observatoire des religions » afin de faire entrer la religion dans une réflexion scientifique.

## Journalisme
Journaliste économique spécialisé dans les questions pétrolières au Monde, il y publie en mars 1976 une note d'un haut fonctionnaire (M. Ramel) sur la fusion Elf Aquitaine. Ce document lui vaut quelques semaines plus tard d'être licencié, et il en tire des observations tant sur le fonctionnement du Monde et son directeur Jacques Fauvet que plus largement sur le métier de journaliste, dans un livre intitulé Le Monde et le pouvoir.
En 1988, alors qu'il est chef du service économique de l'hebdomadaire Politis, il développe dans Homo sportivus une thèse selon laquelle l'Homo sportivus aurait remplacé l'Homo œconomicus. Il y interroge les finalités économiques et idéologiques du sport, abordant les liens entre sport et économie, sport et entreprises marchandes ou encore entre sport et morale.

## Économiste
Philippe Simonnot s'intéresse aux problèmes monétaires. Face aux crises récurrentes liées à la fin du système Bretton Woods et la mise en place des changes flottants, Philippe Simonnot prône le rétablissement de la convertibilité métallique du dollar, voire de l'euro, et souligne les avantages d'un nouvel « euro-or ». Pour lui, « notre système est malade de la monnaie. Cette dimension est en général complètement négligée dans l’explication de la crise ».
Sur un plan idéologique, Philippe Simonnot fait une critique appuyée de l'État, il défend régulièrement les physiocrates.
Philippe Simonnot dirige l'Observatoire économique de la Méditerranée ainsi que l'Atelier de l'économie contemporaine. Il dirige également le Séminaire monétaire du think-tank libéral Institut Turgot.

## Récompenses et distinctions
- 2002 : Prix Rossi 2002[7] pour Vingt-et-un siècles d'économie.
- 2003 : Prix du livre libéral[8].

## Ouvrages
- L'Avenir du système monétaire, Paris, Robert Laffont, 1972.
- Clefs pour le pouvoir monétaire, Paris, Seghers, 1973.
- Le Complot pétrolier : du rapport Schvartz à la dénationalisation d'ELF, Paris, 1976.
- Le Monde et le pouvoir, préface de Michel Le Bris, Jean-Pierre Le Dantec, Jean-Paul Sartre, Paris, Les Presses d'aujourd'hui, 1977.
- Les Nucléocrates, Grenoble, Presses universitaires de Grenoble, 1978.
- Banquiers, votre argent nous intéresse, Paris, Grasset, 1979.
- Mémoire adressé à Monsieur le Premier Ministre sur la guerre, l'économie et les autres passions humaines qu'il s'agit de gouverner, Paris, Le Seuil, 1981.
- Le Grand Bluff économique des socialistes, Paris, Jean-Claude Lattès, 1982.
- Le Sexe et l'économie ou la Monnaie des sentiments, Paris, J.-C Lattès, 1985.
- Homo sportivus : sport, capitalisme et religion, Paris, Gallimard, 1988.
- Le Secret de l'armistice : 1940, Paris, Plon, 1990.
- Doll'art, Paris, Gallimard, 1990.
- 39 leçons d'économie contemporaine, Paris, Gallimard, 1998.
- Mitterrand et les patrons, 1981-1986, avec Yvon Gattaz, Paris Fayard, 1999.
- Juifs et Allemands : Pré-Histoire d'un génocide, Paris, PUF, 1999.
- Vingt et un siècles d'économie : en vingt et une dates-clés, Paris, Les Belles lettres, 2002.
- Économie du droit, tome 1 : L'Invention de l'État, Paris, Les Belles lettres, 2003.
- L'Erreur économique : Comment économistes et politiques se trompent et nous trompent, Paris, Denoël, 2003.
- Économie du droit, tome 2 : Les Personnes et les choses, Paris, Les Belles lettres, 2004.
- Les Papes, l'Église et l'argent : histoire économique du christianisme des origines à nos jours, Paris, Bayard, 2005.
- Le marché de Dieu : L'économie des religions monothéistes, Paris, Denoël, 2008.
- Enquête sur l’antisémitisme musulman. De ses origines à nos jours, Paris, Michalon, 2010.
- Le Jour où la France sortira de l’Euro, Paris, Michalon, 2010.
- Delenda America, Lyon, Éditions Baudelaire, 2011. Publication en ebook, Copenhague, ToucheNoire, 2011.
- La Monnaie, histoire d’une imposture, cosigné avec Charles Le Lien, Paris, Perrin, 2012.
- Chômeurs ou esclaves : Le dilemme français , Paris, Pierre-Guillaume de Roux Editions, 2013.
- Non, l'Allemagne n'était pas coupable, Europolis, 2014
- Le Rose et le Brun. Quel a été le rôle des homosexuels dans la montée du nazisme au pouvoir ?, Paris, Dualpha, 2015.
- Nouvelles leçons d'économie contemporaine, Paris, Gallimard, coll. "Folio actuel", janvier 2018.
- Le Siècle Balfour : 1917-2017, Paris, Pierre-Guillaume de Roux Editions, mars 2018.
- Le Brun et le Vert : quand les nazis étaient écologistes, Paris, Éditions du Cerf, 2022.